# KFC Meulebeke
KFC Meulebeke is een Belgische voetbalclub uit Meulebeke. De club is aangesloten bij de KBVB met stamnummer 1255 en heeft wit en rood als kleuren. Meulebeke speelde het grootste deel van zijn geschiedenis in de provinciale reeksen, maar speelde ook al meer dan twee decennia in de nationale bevorderingsreeksen.

## Geschiedenis
FC Meulebeke ontstond in 1928 en sloot zich aan bij de Belgische Voetbalbond. De eerste voorzitter werd Albert Vanherle, toen ook doelman. De club ging van start in de laagste gewestelijke reeksen. Ondanks de moeilijke eerste jaren pakte men in 1933 voor het eerste een titel in die reeksen. In 1937 werd Henri Goethals voorzitter, de latere burgemeester van de gemeente. In 1939 pakte men nog een titel, maar in de Tweede Wereldoorlog vielen de competities stil.
De club werd na de oorlog verder uitgebouwd. Op sportief gebied ging het voor Meulebeke met vallen en opstaan. In 1950 pakte men opnieuw een titel, maar een jaar later degradeerde men terug. Op 26 januari 1954 kreeg de club de koninklijke titel, en heette voortaan KFC Meulebeke. In 1956 pakte Meulebeke de titel in Derde Provinciale. Na een laatste plaats in 1958 zakte de club echter opnieuw. Ook in 1958/59 dong men weer mee naar de titel. Hoewel de ploeg 26 maal won en 141 doelpunten scoorde, diende een testwedstrijd tegen Ledegem over de titel te beslissen. Meulebeke verloor en greep zo naast een nieuwe titel.
Meulebeke bleef echter op dreef, en kende in de jaren zestig zelfs een steile opmars. In 1960 promoveerde men eindelijk weer naar Tweede Provinciale. Dat jaar werd ook het jeugdcomité opgericht. Meulebeke bleef doorgaan op zijn elan, en stootte al in 1961 door naar de hoogste provinciale afdeling, de Eerste Provinciale. Men won ook de Beker van West-Vlaanderen.
Een paar jaar later, in 1965, kende men ook op het hoogste provinciale niveau succes. Voor het eerst promoveerde Meulebeke naar het nationale voetbal. In de zomer van 1965 haalde men ook de 1/32ste finale van de Beker van België, waar men pas na strafschoppen er uit ging tegen Sint-Truidense VV. Meulebeke kon zich handhaven in de nationale Vierde klasse en haalde er seizoen na seizoen betere resultaten. In 1970 eindigde men als vierde in zijn reeks. Meulebeke kon deze prestatie niet herhalen de volgende seizoenen, maar handhaafde zich wel in Vierde Klasse.
In 1975/76 eindigde Meulebeke als 13de op 16 clubs. Via testwedstrijden moest Meulebeke het behoud afdwingen, wat echter niet lukte. Bovendien werd Meulebeke beschuldigd van omkoperij voor zijn wedstrijd tegen FC Izegem, en werd verder naar Tweede Provinciale verwezen, na 11 seizoenen nationaal voetbal.
Meulebeke zou echter meteen strijden voor de terugkeer. De ploeg sloot zijn seizoen in Tweede Provinciale meteen af als kampioen, en ook in Eerste Provinciale het jaar nadien pakte men meteen de titel. Na twee seizoenen en twee promoties nam Meulebeke zo in 1978 zijn plaats in de nationale bevorderingsreeksen weer in. Na een onopvallend eerst seizoen streed Meulebeke in 1979/80 ook daar mee voor de titel. Op twee speeldagen voor het einde voerde men zelfs de rangschikking aan. De laatste twee speeldagen gingen echter nipt verloren, zowel tegen Eendracht Aalter (1-0) als VK Ninove (0-1). Meulebeke greep naast de titel, strandde op een derde plaats op amper twee puntjes van kampioen US Tournaisienne en miste zo een eerste promotie naar Derde Klasse. De volgende jaren kon men niet bevestigen, en in 1983 eindigde men uiteindelijk als laatste. Meulebeke zakte weer naar de provinciale reeksen.
Na één jaar slaagde men er in 1984 nog even in terug te keren naar Bevordering, maar na een seizoen zakte men weer. De club kreeg het moeilijker de volgende seizoenen. Met in 1988 en 1989 respectievelijke een 13de en 12de plaats kon men zelfs maar nipt een verdere degradatie naar Tweede Provinciale vermijden. Uiteindelijk volgde in 1990 toch een degradatie. Meulebeke bleef wat hangen tussen de twee hoogste provinciale reeksen. In 1991 volgde immers alweer een promotie, in 1992 een degradatie, en na een titel in 1993 steeg men weer naar Eerste Provinciale.
In 1996 steeg Meulebeke via de eindronde nog eens naar Vierde Klasse en speelde zo na 11 jaar weer nationaal voetbal. De ploeg kon zich aanvankelijk goed handhaven. In 2002 kon men zich pas na een eindronde van het behoud verzekeren. In 2003 strandde men echter op een laatste plaats, en na zeven jaar zakte men terug naar Provinciale. Twee jaar later volgde ook daar weer een degradatie naar Tweede Provinciale. Dankzij de titel in 2006 keerde men weliswaar na één seizoen meteen terug naar Eerste, maar in 2009 volgde nogmaals degradatie naar Tweede. Na vier seizoenen promoveerde men in 2013 opnieuw naar Eerste.

## Resultaten
| Seizoen | Klasse | Klasse | Klasse | Klasse | Klasse | Klasse | Klasse | Klasse | Klasse | Reeks                                                    | Punten                                                   | Opmerkingen                                              |
|         | 1A     | 1B     | 1Am    | 2Am    | 3Am    | P.I    | P.II   | P.III  | P.IV   | Vanaf 2016-17 zijn er 3 nationale en 2 regionale niveaus | Vanaf 2016-17 zijn er 3 nationale en 2 regionale niveaus | Vanaf 2016-17 zijn er 3 nationale en 2 regionale niveaus |
| ------- | ------ | ------ | ------ | ------ | ------ | ------ | ------ | ------ | ------ | -------------------------------------------------------- | -------------------------------------------------------- | -------------------------------------------------------- |
| 2016/17 |        |        |        |        |        |        | 3      |        |        | Tweede prov. W.-Vl. A                                    | 62                                                       |                                                          |
| 2017/18 |        |        |        |        |        |        | 1      |        |        | Tweede prov. W.-Vl. A                                    | 68                                                       | Promotie                                                 |
| 2018/19 |        |        |        |        |        | 16     |        |        |        | Eerste prov. W.-Vl.                                      | 19                                                       | Degradatie                                               |
| 2019/20 |        |        |        |        |        |        | 3      |        |        | Tweede prov. W.-Vl. A                                    | 47                                                       | Promotie                                                 |
| 2020/21 |        |        |        |        |        | -      |        |        |        | Eerste prov. W.-Vl.                                      | -                                                        | Geschrapt wegens de Coronacrisis.                        |
| 2021/22 |        |        |        |        |        | 13     |        |        |        | Eerste prov. W.-Vl.                                      | 18                                                       |                                                          |
| 2022/23 |        |        |        |        |        | 11     |        |        |        | Eerste prov. W.-Vl.                                      | 34                                                       |                                                          |
| 2023/24 |        |        |        |        |        | 16     |        |        |        | Eerste prov. W.-Vl.                                      | 8                                                        | Degradatie                                               |
| 2024/25 |        |        |        |        |        |        | 6      |        |        | Tweede prov. W.-Vl. A                                    | 45                                                       |                                                          |
| 2025/26 |        |        |        |        |        |        |        |        |        | Tweede prov. W.-Vl. B                                    |                                                          |                                                          |